# Campionati del mondo di atletica leggera indoor 2025 - Salto con l'asta femminile
La gara del salto con l'asta femminile dei campionati del mondo di atletica leggera indoor 2025 si è svolta il 22 marzo 2025 a Nanchino.

## Podio
| Pos.    | Atleta             | Nazionalità | Misura |
| ------- | ------------------ | ----------- | ------ |
| Oro     | Marie-Julie Bonnin | Francia     | 4,75 m |
| Argento | Tina Šutej         | Slovenia    | 4,70 m |
| Bronzo  | Angelica Moser     | Svizzera    | 4,70 m |

## Situazione pre-gara

### Record
Prima di questa competizione, il record del mondo e il record dei campionati erano i seguenti.
| Record                | Prestazione | Atleta                   | Data e luogo                         | Competizione                     |
| --------------------- | ----------- | ------------------------ | ------------------------------------ | -------------------------------- |
| Record mondiale       | 5,06 m(o)   | Elena Isinbaeva Russia   | 28 agosto 2009 Zurigo, Svizzera      | Weltklasse Zürich                |
| Record dei campionati | 4,95 m      | Sandi Morris Stati Uniti | 3 marzo 2018 Birmingham, Regno Unito | Campionati del mondo indoor 2018 |

## Qualificazioni
Per il salto con l'asta femminile il periodo di qualifica andava dal 1º settembre 2024 al 9 marzo 2025. Gli atleti potevano ottenere la qualificazione rientrando nello standard di 4,75 m, con una wildcard o in base al loro piazzamento nel World Athletics Rankings.

## Risultati

### Finale
La finale diretta si è tenuta il 22 marzo alle 10:11.
| Pos     | Atleta             | Nazionalità   | 4,30 | 4,45 | 4,60 | 4,70 | 4,75 | 4,80 | Risultato | Note                                     |
| ------- | ------------------ | ------------- | ---- | ---- | ---- | ---- | ---- | ---- | --------- | ---------------------------------------- |
| Oro     | Marie-Julie Bonnin | Francia       | -    | o    | xxo  | o    | xo   | xxx  | 4,75 m    | Record nazionale                         |
| Argento | Tina Šutej         | Slovenia      | -    | o    | xo   | o    | xxx  |      | 4,70 m    |                                          |
| Bronzo  | Angelica Moser     | Svizzera      | -    | xxo  | o    | o    | xxx  |      | 4,70 m    |                                          |
| 4       | Molly Caudery      | Gran Bretagna | -    | o    | o    | xo   | xxx  |      | 4,70 m    |                                          |
| 5       | Gabriela Leon      | Stati Uniti   | o    | o    | o    | xxx  |      |      | 4,60 m    |                                          |
| 5       | Amálie Švábíková   | Rep. Ceca     | -    | o    | o    | xxx  |      |      | 4,60 m    |                                          |
| 7       | Roberta Bruni      | Italia        | o    | o    | xxo  | xx-  | x    |      | 4,60 m    |                                          |
| 7       | Elisa Molinarolo   | Italia        | o    | o    | xxo  | xxx  |      |      | 4,60 m    | Miglior prestazione personale stagionale |
| 9       | Imogen Ayris       | Nuova Zelanda | o    | o    | xxx  |      |      |      | 4,45 m    |                                          |
| 9       | Emily Grove        | Stati Uniti   | o    | o    | xxx  |      |      |      | 4,45 m    |                                          |
| 11      | Olivia McTaggart   | Nuova Zelanda | xo   | xo   | xxx  |      |      |      | 4,45 m    |                                          |
| 12      | Elina Lampela      | Finlandia     | o    | xxx  |      |      |      |      | 4,30 m    |                                          |